# Alfred John Keene
Alfred John Keene (Derby, 1864 - 1930, Derby) foi um aquarelista britânico. Suas pinturas foram compiladas por Alfred E. Goodey e no ano de 1936 foram doadas ao Derby Museum and Art Gallery.

## Galeria

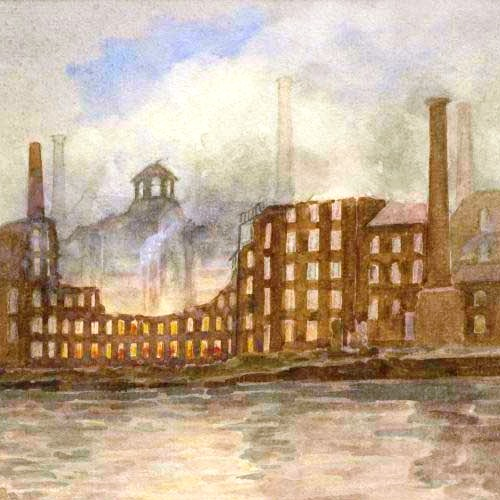
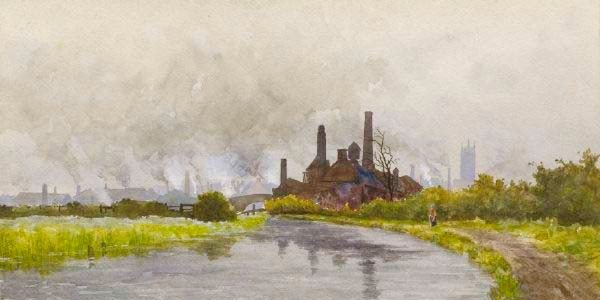